# Права штатов

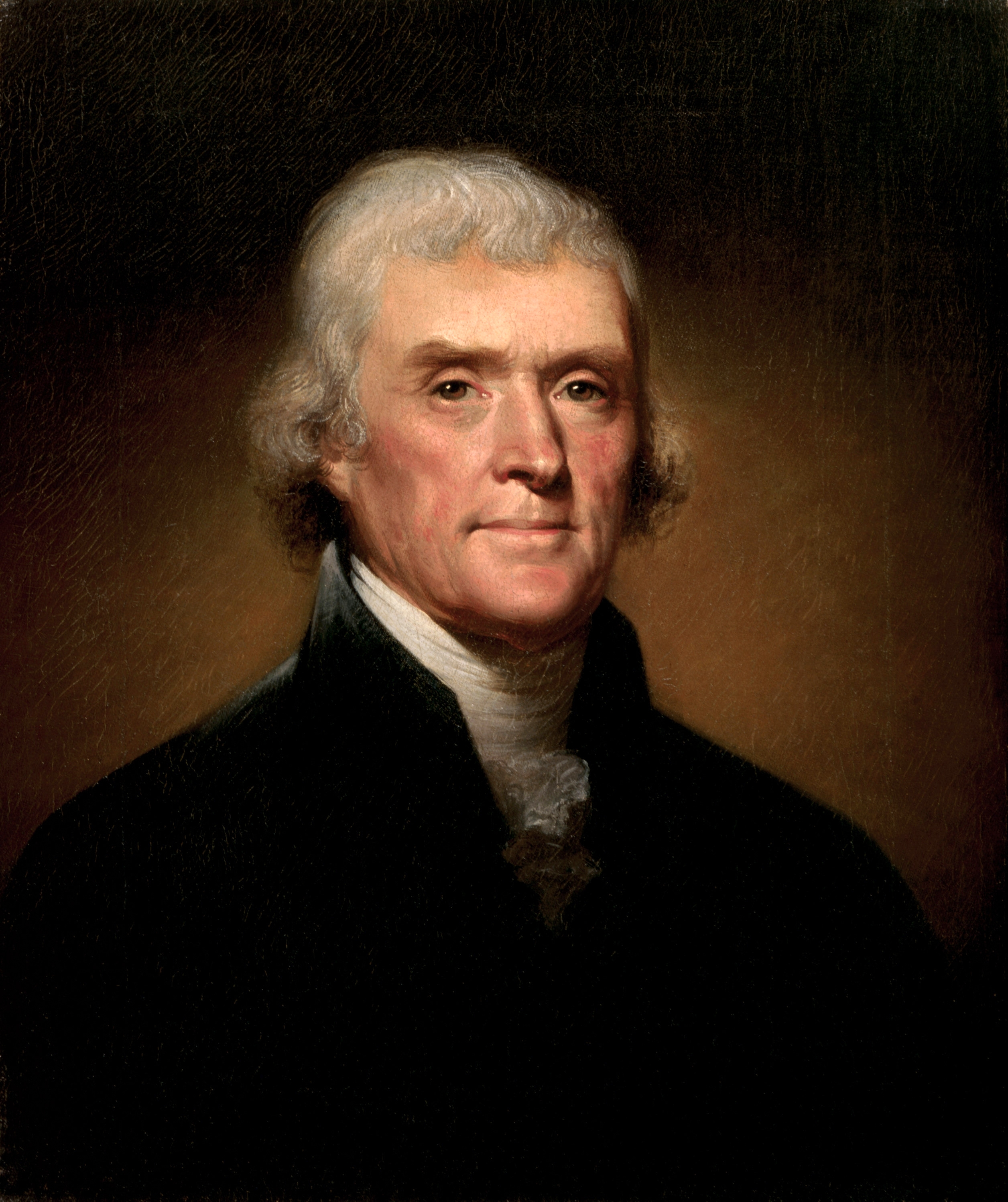
Томас Джефферсон, один из отцов-основателей США, был сторонником концепции прав штатов

В контексте американского политического дискурса права штатов (англ. States' rights) относятся к политической философии, которая утверждает, что каждый штат обладает неотъемлемыми правами и суверенитетом. Сторонники этих идей считают, что сильные местные правительства соответствуют видению республиканского правительства отцов-основателей США и ссылаются на десятую поправку к Конституции, которая сохраняет за штатами полномочия, «не делегированные федеральному правительству Конституцией и не запрещенные ею для штатов». Обсуждение прав штатов восходит к войне за независимость и трудам сторонника этого направления Томаса Джефферсона. Баланс федеральных полномочий и полномочий, находящихся в ведении штатов (определённый в пункте о верховенстве Конституции США) был впервые рассмотрен Верховным судом в деле Маккалок против Мэриленда в 1819 году. Решение Верховного суда, принятое главным судьей Джоном Маршаллом, утверждало, что законы, принятые федеральным правительством при осуществлении им своих конституционных полномочий, обычно имеют преимущественную силу над любыми противоречащими им законами, принятыми правительствами штатов. После дела Маккалока основные правовые вопросы в области прав штатов касались объема конституционных полномочий Конгресса и того, обладают ли штаты определенными полномочиями, исключающими вмешательство федерального правительства, даже если Конституция прямо не ограничивает их штатами. Вопросы полномочий местных властей активно обсуждались в американской обществе во время нуллификационного кризиса, когда Южная Каролина пыталась отменить протекционистский тариф, утверждённый правительством. В 1850-х годах концепция прав штатов использовалась как северными, так и южными политиками для продвижения своих интересов. Когда федеральная власть защищала рабство, южане молчаливо соглашались с ней, но при её попытках ограничить его распространение на новые территории, политики этого региона выступали против. Во время отделения южных штатов 1860—61 после избрания Авраама Линкольна южные политики оправдывали свои действия утверждением, что право на отделение являлось фундаментальным правом штата. Во второй половине XX века после принятия закона о гражданских правах концепция прав штатов использовалась для противодействия расовой десегрегации на юге.
Использование прав штатов в таком ключе привело к критике этой концепции. По мнению критиков, в США идея права штатов использовалась большинством населения определённой территории для оправдания дискриминационных законов и практик по отношению к меньшинство, а сильное федеральное правительство было необходимо для гарантии соблюдения прав человека в любой части страны.
В США сторонники прав штатов также поднимали вопросы, связанные с окружающей средой и образованием (некоторые общественные организации на западе США сомневались в законности установления правительством стандартов загрязнения и правил землепользования; многие штаты сопротивлялись принятию национальных стандартов образовательного тестирование, опасаясь, что это подорвет исторически сложившийся контроль штатов над образованием).